# Mausolée des ducs de Brissac
Le mausolée des ducs de Brissac est un mausolée situé à Brissac-Quincé, en France.

## Localisation
Le mausolée est situé dans le département français de Maine-et-Loire, sur la commune de Brissac-Quincé, dans le parc du château de Brissac, au sud-ouest d'Angers.

## Description
Petit temple de style néoclassique construit durant le premier Empire, il abrite les sépultures de tous les ducs et duchesses de Brissac.

## Historique
Sa construction remonte au début du XIXème siècle par le maître d'œuvre M. Delannoy.
L'édifice est inscrit au titre des monuments historiques en 1991.